# Julius von Rother
Julius Gustav Heinrich Rother, seit 1837 von Rother, (* 12. August 1834 auf Gut Koitz bei Liegnitz; † 23. Februar 1899 in Rogau) war ein deutscher Verwaltungsbeamter, Rittergutsbesitzer und Parlamentarier.

## Leben
Julius von Rother wurde geboren als Sohn des 1837 in den preußischen Adelsstand erhobenen preußischen Amtsrats und Rittergutsbesitzers Julius von Rother (1808–1874) und der Emilie geb. Ruffer (1806–1878). Seine Großväter waren der preußische Finanzpolitiker und Bankier Christian von Rother und der Goldberger, später Liegnitzer Tuchfabrikant und preußische Kommerzienrat Samuel Benjamin Ruffer (1757–1828).
Rother war verheiratet mit Klara von Ruffer. Der Landrat und Rittergutsbesitzer Willy von Rother war ihr Sohn.
Julius von Rother studierte Rechtswissenschaften an der Ruprecht-Karls-Universität Heidelberg. 1854 wurde er Mitglied des Corps Guestphalia Heidelberg. Nach dem Studium trat er in den preußischen Staatsdienst ein. Von 1861 bis 1865 absolvierte er das Regierungsreferendariat in Breslau und bestand 1865 das Regierungsassessor-Examen. Von 1866 bis 1876 war er Landrat des Landkreises Lüben. Er war Besitzer der Rittergüter Rogau, Mittelkoitz und Überschau. In der Preußischen Armee erreichte er den Dienstgrad Rittmeister.

## Parlamentarier
1866/1867 saß Rother als Abgeordneter des Wahlkreises Liegnitz 5 im Preußischen Abgeordnetenhaus, wobei er am 8. August 1866 sein Mandat niederlegte und nach Wiederwahl dieses ab dem 29. September 1866 wieder wahrnahm. Er gehörte der Fraktion der Konservativen Partei (Preußen) an.